# Мар'янівка (зупинний пункт, Херсонська дирекція Одеської залізниці)
Мар'я́нівка — пасажирський залізничний зупинний пункт Херсонської дирекції Одеської залізниці.
Розташований у селі Новомар'ївка Баштанського району Миколаївської області на лінії Миколаїв — Долинська між станціями Грейгове (6 км) та Лоцкине (5 км).